# Большеноги
Большено́ги, или со́рные ку́ры (лат. Megapodiidae), — семейство птиц из отряда куриных. Отличаются биологией размножения, в том числе режимом инкубации, отсутствием родительской заботы о птенцах после того, как они выбираются из гнезда: птенцы полностью самостоятельны, сами находят пищу и скрываются от хищников.

## Описание
Относятся к птицам средней величины. Максимальная длина тела представителей семейства разных видов варьируется от 28 до 70 см, а масса тела от 500 до 2450 г. Коренастые, плотного сложения, с большой головой, с довольно высокими ногами, часто длиннохвостые, эти птицы отлично передвигаются по земле — ходят, бегают. Только крайняя необходимость заставляет их взлетать. Для этих наземных птиц характерны массивные, сильные ноги с крепкими пальцами и короткими, слегка изогнутыми когтями.
Большеноги являются примером сочетания морфологических адаптаций, поскольку несут крупные яйца (до 10—15 % от веса самки), самцы имеют сенсорные органы, позволяющие определять температуру в инкубационных камерах. У них сложный врожденный поведенческий сценарий, связанный, в частности, со строительством и поддержанием температуры в инкубаторе и гибкое поведение, позволяющее птице оперативно реагировать на изменения температуры в инкубаторе.
Окраска чаще тусклая. На голове некоторых видов наблюдаются участки голой кожи. У 4 родов крыло эутаксическое (число маховых и больших кроющих перьев строго совпадает), у 3 диастатаксическое (имеются добавочные верхние и нижние кроющие перья). Рулевых перьев 12—18.
Сорные куры обитают в лесистой местности ведут наземный образ жизни, большинство из них имеет коричневую или чёрную окраску, встречаются виды со светло-коричневым оперением и белыми пятнами. Летают неохотно и мало. От опасности стараются ускользнуть, скрываясь в зарослях. В качестве корма на земле используется разнообразная растительная и животная пища.

## Распространение
Мегаподы более широко представлены в Австралазийском регионе, включая острова в западной части Тихого океана, Австралию, Новую Гвинею и острова Индонезии к востоку от линии Уоллеса, а также Андаманские и Никобарские острова в Бенгальском заливе. Семейство большеногов распространено также на Тонга и Вануату, Молуккских островах, Сулавеси, Филиппинских островах, Самоа, архипелаге Бисмарка.

## Современное состояние семейства
Некоторые виды семейства большеногов находятся под угрозой исчезновения из-за негативного влияния человека на численность популяции в некоторых местах обитания, например, на Молуккских островах (Индонезия). Яйца большеногов пользуются большой популярностью у жителей островов в Папуа-Новой Гвинее и на Соломоновых островах, так как служат частью рациона и источником дохода. Чрезмерная погоня за свежими яйцами привела к тому, что на некоторых островах Новой Гвинеи резко сократилось количество птиц. Колонии большеногов полностью исчезли на некоторых островных группах Океании, таких, как Фиджи, Тонга и Новая Каледония.
Основываясь на оценке ряда критериев, некоторые виды мегапод включены МСОП в Красную книгу и находятся в числе видов, находящихся под угрозой исчезновения или как уязвимые. Четыре вида занесены в Красную книгу как уязвимый вид с высоким риском вымирания в дикой природе в среднесрочном будущем. Шесть видов мегапод включены в уязвимую категорию. У большинства видов, которые считаются наименее подверженными опасности вымирания, так как не подпадают ни под одну из категорий, также наблюдается уменьшение численности популяции.

## История
Мегапод рассматривают как самую раннюю дивергентную эволюцию галлиформных (курообразных) птиц, предки которых живут в настоящее время. Время их распространения в Центральной Австралии биологи относят к позднему олигоцену (26-24 млн лет назад). Древние находки редки, и большая часть окаменелостей относится к плейстоцену. Большинство островных видов были истреблены вследствие комменсализма млекопитающих, людьми и синантропными видами (крысы, одичавшие собаки, свиньи). Наиболее частыми жертвами становились виды плохо летающих кустарниковых птиц. Учёными также установлено, что существовали очень крупные виды мегапод, поразительно отличающихся от современных форм, на Фиджи и в Новой Каледонии, а также родственные им нелетающие гигантские Sylviornithidae, вымершие около 3 тыс. лет назад. В Австралии в это время существовал гигантский мегапод Progura gallinacea.
Самым древним известным экземпляром мегапод является образец позднего олигоцена (26-24 млн лет назад), найденный на северо-востоке Южной Австралии (Boles & Ivison 1999). Он был описан по найденной части скелета (кость стопы). Учёные предполагали, что это части гигантского животного, но затем выяснилось, что это была маленькая птица (как большой перепел), которую отнесли к виду Latagallina naracoortensis.
Первым большеногов упомянул в своих работах Антонио Пигафетта (1491—1534), итальянский исследователь и ученый, принимавший участие в кругосветном плавании Магеллана. Вторым был хирург и учёный Джон Лейтем (Latham 1821), который работал с высушенным экземпляром птицы и не имел представления о живых мегаподах. Голая шея и несколько изогнутый клюв образца, оказавшегося перед учёным, подтолкнули его к тому, что он назвал птицу Стервятником Новой Голландии (New Holland Vulture). По правилам научного описания, одного общего названия было недостаточно, чтобы новый вид был принят официально, так как правильно сформулированное научное название было обязательным. Лейтем впоследствии предоставил новое общее название — Alectura, но так и не нашёл времени для конкретного описания вида (Latham 1824). Британский зоолог Эдуард Грей официально оформил название этого вида в 1831 году (Gray, 1831) и признал предыдущую работу Лейтема, назвав птицу в его честь: Alectura lathami.
Третий экземпляр австралийских мегапод, Macrocephalon, был описан в 1840 году известным орнитологом Джоном Гулдом в обширном труде «Птицы Австралии» (Gould, 1840). Образец, который лёг в основу названия, был получен коллекционером Джоном Гилбертом в Западной Австралии. Местные жители сообщили Гильберту, что эти птицы не высиживают яйца, а сооружают большие кучи из листьев, веток и травы, чтобы выводить птенцов. Основываясь на этой информации, Гулд дал птице родовое название Leipoa, что означает «птица, оставляющая свои яйца».

## Размножение
Яйца птиц уникальны, желток составляет 50-70 % от массы яйца (в курином яйце белок составляет 55 %, желток — 35 %). Самка делает кладку продолжительное время, откладывая по одному яйцу. Иногда процесс растягивается на 2-3 месяца.
Инкубация происходит за счёт использования внешних источников тепла (гниющей растительности, солнца, геотермальных источников). На островах вулканического происхождения в южной части Тихого океана много горячих источников и горячих грязевых озёр. Некоторые виды сооружают подобие инкубаторов в виде куч гниющей растительности, другие закапывают яйца в тёплый песок, используя либо геотермальное тепло вулканов, либо тепло солнца для инкубации. Другие виды рода Megapodius проводят гибкую стратегию сооружения гнезда в зависимости от экологических обстоятельств.
Гнездо обычно строит самец, он же несёт ответственность за то, чтобы яйца достаточно нагревались и не переохлаждались в природном инкубаторе. Самец выкапывает яму, а затем натаскивает различную растительность для холма, на строительство которого может потребоваться до 11 месяцев. В результате получается холм над довольно глубокой ямой, состоящий из растительных отходов, пропитанных дождём. Даррелл сравнил гнездо сорной курицы с «воронкой от небольшой, но мощной бомбы». Одна из куч, насыпанных сорной курицей, имела следующие параметры: 4,5 м в ширину, 3 м в высоту и 18 м в длину. Когда тепло от брожения внутри природного инкубатора достигает 33 °C, самка откладывает первые яйца и продолжает кладку, оставляя в гнезде около 35 яиц. Самка после кладки яиц уходит. Самец удивительно точно поддерживает внутри холма температуру, близкую к 33 °C даже в условиях суточных и сезонных колебаний погоды, добавляя или удаляя строительный материал, покрывающий яйца.
Птенцы
Большеноги не заботятся о своих птенцах и не кормят их, что очень необычно в поведении птиц. Птенцы вылупляются через 50-65 дней и сами выбираются из инкубатора. У птенцов сорных кур нет яйцевого зуба; они используют свои мощные когти, чтобы выбраться из яйца, а затем прокладывают себе путь к поверхности насыпи, лежа на спине и царапая песок и растительное вещество. Их глаза открыты, и уже через несколько часов птенцы могут самостоятельно бегать, преследуя и добывая пищу. Их тело полностью оперённое, и некоторые виды уже на следующий день способны летать. В дальнейшем весь сложный жизненный сценарий первых дней существования им предстоит развернуть без малейшей поддержки не только родителей, но и других взрослых особей. Лишь после 3 месяцев самостоятельной жизни, когда птенцы вырастают до размера взрослой птицы, молодняк объединяется в небольшие стайки. Взрослые особи держатся парами или небольшими группами.

## Систематика
Международный союз орнитологов включает в состав семейства 21 вид, относимый к 7 родам. 
- Род Alectura — Кустарниковые большеноги
  - Alectura lathami — Кустарниковый большеног
- Род Aepypodius — Кустарниковые курицы
  - Aepypodius arfakianus — Серёжчатый большеног
  - Aepypodius bruijnii — Бурогрудый большеног
- Род Talegalla — Сорные курицы
  - Talegalla cuvieri — Красноклювый большеног
  - Talegalla fuscirostris — Черноклювый большеног
  - Talegalla jobiensis — Ошейниковый большеног
- Род Leipoa — Глазчатые курицы
  - Leipoa ocellata — Глазчатая курица
- Род Macrocephalon — Малео
  - Macrocephalon maleo — Малео
- Род Eulipoa — Молуккские большеноги
  - Eulipoa wallacei — Молуккский большеног
- Род Megapodius — Большеноги
  - Megapodius pritchardii — Полинезийский большеног
  - Megapodius laperouse — Микронезийский большеног
  - Megapodius nicobariensis — Никобарский большеног
  - Megapodius cumingii — Филиппинский большеног
  - Megapodius bernsteinii — Сульский большеног
  - Megapodius tenimberensis — Танимбарский большеног
  - Megapodius freycinet — Джунглевая курица
  - Megapodius geelvinkianus — Биакский большеног
  - Megapodius eremita — Меланезийский большеног
  - Megapodius layardi
  - Megapodius decollatus — Новогвинейский большеног
  - Megapodius reinwardt — Оранжевоногий большеног

Другие учёные выделяют 22 вида в 7 родах.